# ليونارد واتسون
ليونارد واتسون (11 أكتوبر 1927 في نيوزيلندا - 5 أغسطس 2013) (بالإنجليزية: Leonard Watson)‏ هو لاعب كريكت نيوزلندي.

## وصلات خارجية
- ليونارد واتسون على موقع إي آس بي آن كريك إنفو (الإنجليزية)